# オリンダ (ブラジル)
オリンダ（ポルトガル語: Olinda [oˈlĩdɐ]）は、ブラジル・ペルナンブーコ州にある都市。人口は39万3115人（2020年）。州都レシフェの北に位置し、大西洋に面している。オリンダは16世紀末以降、2世紀に亘りブラジルにおけるサトウキビによる製糖業の中心地の1つであったため、ブラジルで最も保存状態のよいコロニアル風の建築物が残されている。
町の名前の由来は、ポルトガル語で"Ó, linda!"（日本語では、"なんと、美しい！"を意味する）である。1982年にUNESCOの世界遺産に「オリンダ歴史地区」として登録された。

## 歴史
もともとブラジルの大西洋北東岸地域には、数千年来、様々な土着の民族が住んでいたとされる。カエテ族やトゥピ人といった土着の民族の住居のあとが現在のオリンダの丘に残っており、この両民族の間では、頻繁に戦争が起こったとされる。
最初にオリンダに到達したとされるヨーロッパ人はフランスの商人だとされるが、後にフランスのライバルであるポルトガルが1537年に都市の建設を開始した。砂糖産業を中心にオリンダは繁栄し、大農園主によってポルトガル風の邸宅が建設されたが、1630年にオランダが侵攻し、翌1631年にオリンダ住民の手によって町は一旦破壊された。この地方を奪取したオランダは2km南の外港レシフェに本拠地を置いたが、1654年にポルトガルが再度オランダからこの地方を奪取すると、ふたたびオリンダの町にはポルトガル人の農園主が本拠を置くようになった。しかし商業機能はレシフェが握っており、やがてこの地方の中心はレシフェとなっていった。

## 主要建築物
- サン・フランシスコ修道院 - ブラジル・バロック様式の建築物である。
- サン・ベント修道院（pt:Igreja e Mosteiro de São Bento (Olinda)） - 修道院の礼拝堂は、後期バロック建築による再建がなされた。

## ギャラリー

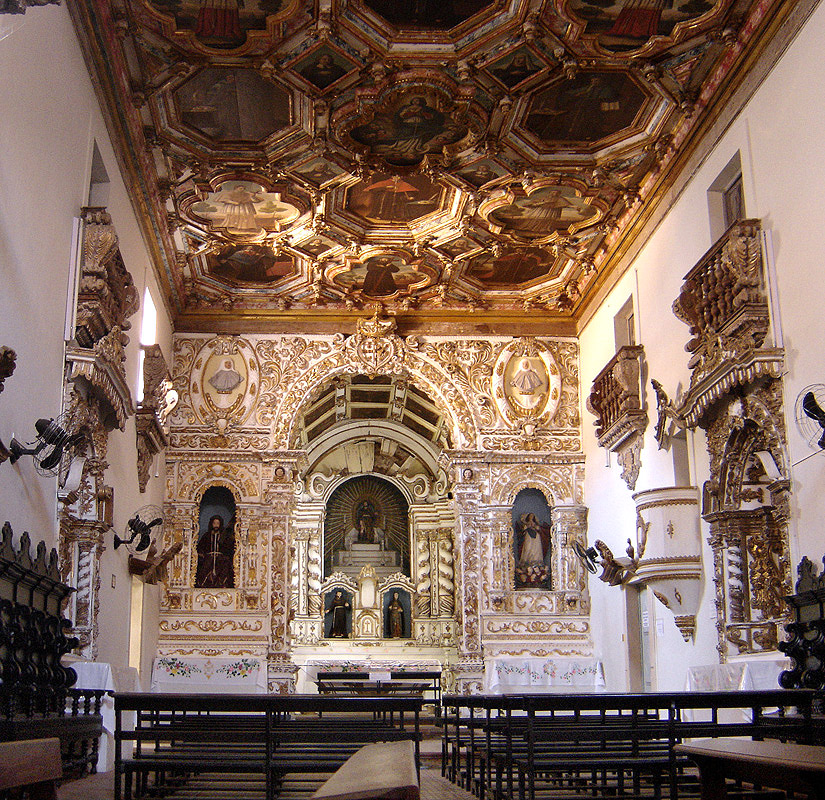
オリンダのサン・フランシスコ修道院
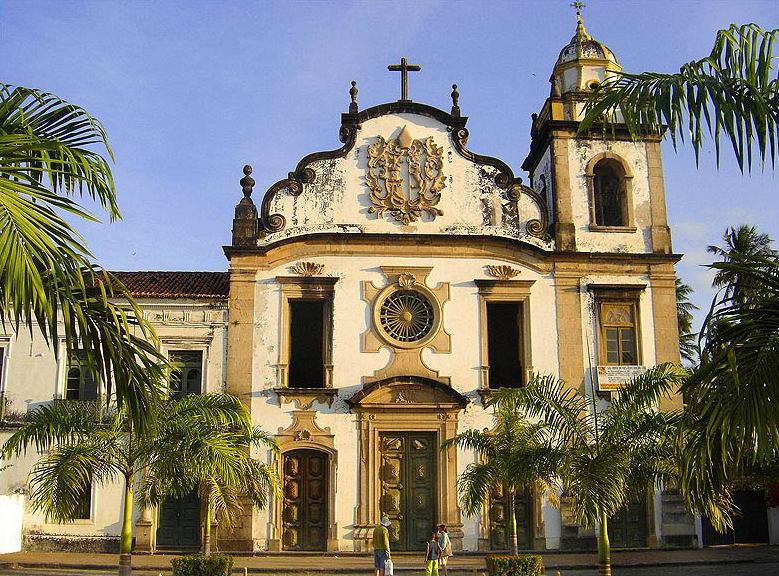
サン・ベント修道院
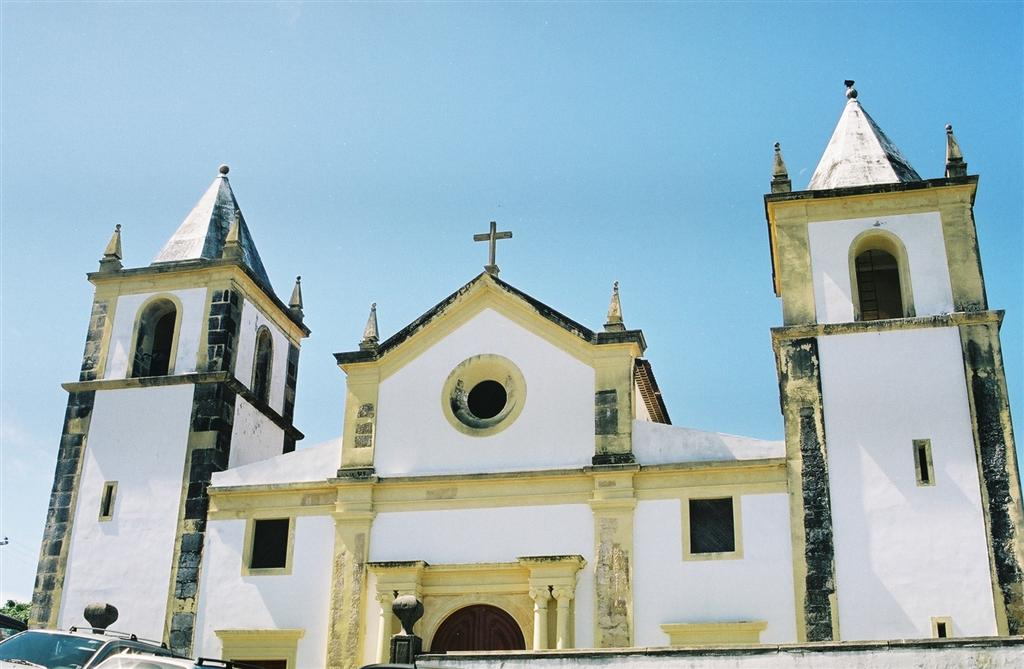
オリンダ大聖堂
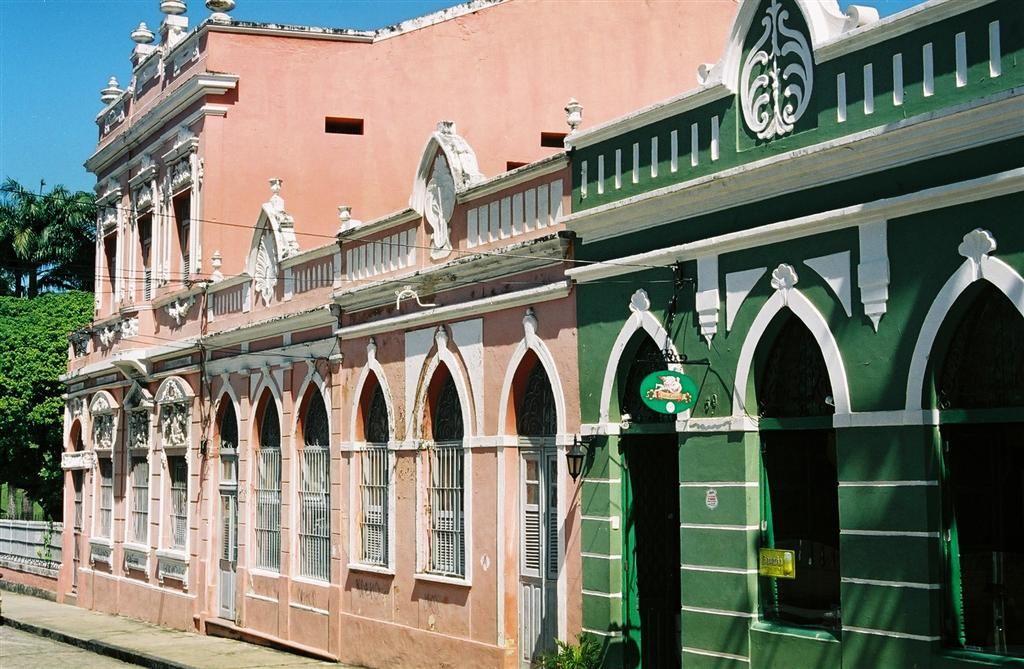
オリンダの町並み
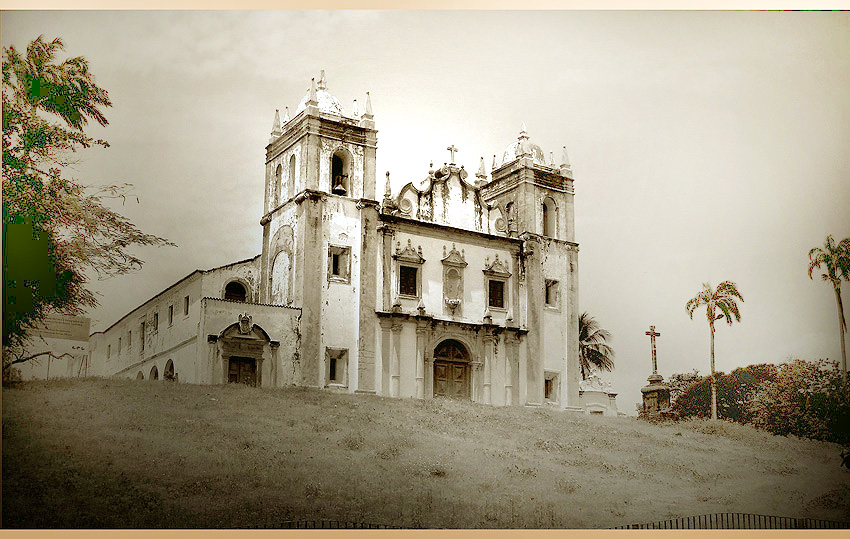
カルモ旧修道院附属聖堂

## 世界遺産登録基準
この世界遺産は世界遺産登録基準のうち、以下の条件を満たし、登録された（以下の基準は世界遺産センター公表の登録基準からの翻訳、引用である）。
- (2) ある期間を通じてまたはある文化圏において、建築、技術、記念碑的芸術、都市計画、景観デザインの発展に関し、人類の価値の重要な交流を示すもの。
- (4) 人類の歴史上重要な時代を例証する建築様式、建築物群、技術の集積または景観の優れた例。